# John Moore (cineasta)
John Moore (Dundalk, 5 de junho de 1970) é um ator, diretor e produtor irlandês especialista em filmes de ação. Dirigiu filmes famosos como O Voo da Fênix, A Profecia e Max Payne.

## Filmografia
- 2000 - Eclipse Mortal (Pitch Black)
- 1994 - Tentativa Final (Day Of The Dog)
- 1990 - Deadly-Escalada de Violência (Deadline)
- 1987 - Império do Sol (Empire of the Sun)
- 1986 - Terrível Noite do Espanto (Zombie Brigade)

## Como diretor
- 2008 - Max Payne
- 2006 - A Profecia (The Omen 666)
- 2004 - O Voo da Fênix (The Flight of the Phoenix)
- 2001 - Atrás Das Linhas Inimigas (Behind Enemy Lines)